# Cirrospilus eunapius
Cirrospilus eunapius är en stekelart som beskrevs av Walker 1847. Cirrospilus eunapius ingår i släktet Cirrospilus och familjen finglanssteklar. Inga underarter finns listade i Catalogue of Life.